# Хукбальд Сент-Аманский
Ху́кбальд Сент-Аманский (лат. Hucbaldus Elnonensis, Ubaldus, Hubaldus, Hucboldus etc.; ок. 840, Фландрия (северная Франция) — 20 июня 930, Эльнон) — монах-бенедиктинец Сент-Аманского аббатства, поэт, агиограф, теоретик музыки.

## Очерк биографии и творчества
Учился в школе Сент-Аманского аббатства, которую возглавлял его дядя Милон Сент-Аманский. После рукоположения в сан священника (880) работал в монастырской школе до норманнского вторжения в 883 году. Во второй половине 880-х гг. жил и работал в Бертинском аббатстве (другое название — Sithiu) в Сент-Омере. В 893 году был призван в Реймс, где совместно с Ремигием Осерским занимался реформой церковного образования. Около 906 г. вернулся в Сент-Аман. 
Изучал и знал античную литературную традицию, о чём свидетельствуют сохранившиеся поэтические творения Хукбальда, в том числе «Эклога о лысых» (лат. Ecloga de calvis), в 54 гекзаметрических стихах, все слова эклоги начинаются на букву «c»; стихотворения «De sobrietate» (посвящённое Карлу Лысому) и «Versus de diebus Aegyptiacis». Считается также автором литургической поэзии (латинской гимнографии) — гимнов, секвенций, тропов.
Дидактическую направленность имеет труд Хукбальда «Музыка» («Musica»; по Герберту — «De harmonica institutione»), который датируется не позже 885 г. В нём Хукбальд попытался приложить античное музыкально-теоретическое учение (усвоенное по Боэцию, которого автор уважительно величает титулом «doctor mirabilis») к нуждам современной ему церковно-певческой практики. Интервалику григорианской монодии Хукбальд ясно описывает как миксодиатоническую (диатонический звукоряд с двойной ступенью B/H), иллюстрируя (в отличие от Боэция) свои теоретические конструкции многими примерами совершенно конкретных песнопений (приводит инципиты антифонов, респонсориев и т. д.). Хукбальду принадлежит одно из первых в истории описаний ладовой системы григорианики; из трёх Боэциевых синонимов для обозначения ладовых звукорядов (tonus, modus, tropus) он предпочитает «тон» (tonus) и устанавливает финалисы четырёх тонов (одно название для каждой автентической/плагальной пары): d, e, f, g.
Вследствие миксодиатоники во многих григорианских мелодиях исполнение их на музыкальных инструментах (которые, очевидно, настраивались строго диатонически) Хукбальд полагал невозможным. Отмечая звуковысотную неопределённость невменной нотации, Хукбальд предлагал использовать для уточнения звуковысотности некоторые символы греческой нотации (в модифицированной форме строчных букв), располагая их над невмами. Он также разработал тип дидактической нотации с 6-линейным нотным станом, над линейками которого записывались слоги песнопения. Интервальные расстояния между линейками, соответствующие тону либо полутону, он предлагал уточнять латинскими буквами T и s, располагая их впереди нотоносца на манер современных ключей.
Из агиографических сочинений Хукбальда подлинными считаются «Vita longior Amati», «Passio S. Cassiani», «Passio SS. Cyriaci et Iulittae», «Vita S. Ioanati», «Vita S. Lebuini», «Vita S. Rictrudis».
О долгой посмертной славе Хукбальда свидетельствуют две сохранившиеся эпитафии XI века; в них (среди прочего) он почитается как «учёный, цвет и честь — и клира и [простых] монахов» (doctor, flos et honos tam cleri quam monachorum).
Несколько музыкальных трактатов, приписывавшихся в XVIII—XIX веках Хукбальду (в том числе, знаменитый трактат Musica enchiriadis), на самом деле Хукбальду не принадлежат. Их (разные) анонимные авторы в современной научной литературе зачастую именуются одним и тем же псевдонимом — Псевдо-Хукбальд.

## Издания и литература
- Hucbaldi Carmina // Poetae Latini medii aevi 4,1: Poetae Latini aevi Carolini (IV). Teil 1. Herausgegeben von Paul von Winterfeld. Berlin, 1899, S. 261—275 (Monumenta Germaniae Historica).
- Huglo M. Les instruments de musique chez Hucbald // Hommages à André Boutemy, ed. G. Cambier. Bruxelles, 1976, p.178-96.
- Hucbald. Melodic instruction // Hucbald, Guido and John on music, ed. by C. Palisca. New Haven: Yale University Press, 1978, p. 1-46 (англ. перевод трактата «Музыка»).
- Hucbald von Saint-Amand: De harmonica institutione. Einleitung, Übersetzung und Kommentar von Andreas Traub // Beiträge zur Gregorianik, 7. Regensburg: G.Bosse, 1989 (нем. перевод «Музыки»).
- Konstanciak F.-J. Hucbald // Lexicon des Mittelalters. Bd. 5. München, 1991, Sp. 150-151 (там же дальнейшая библиография).
- Chartier Y. L’oeuvre musicale d’Hucbald de Saint-Amand: Les compositions et le traité de musique. Montréal: Bellarmin, 1995, ISBN 2-89007-732-2 (критич. издание и франц. перевод «Музыки» Хукбальда).
- Walter M. Vom Beginn der Musiktheorie und dem Ende der Musik. Über die Aktualität des Mittelalters in der Musikgeschichte // Acta Musicologica 70 (1998), S. 209—228.
- Ubaldo di Saint-Amand. Musica. Testo latino e italiano. Introduzione, traduzione e commento a cura di Alessandra Fiori. Firenze: Sismel, 2011.  XXX, 255 pp. (La Tradizione Musicale. Studi e testi 15)